# Membri de onoare din străinătate ai Academiei Române
Aceasta este o listă a membrilor de onoare din străinătate ai Academiei Române.

## A
- Emile Charles Achard - (Franța)
- Dinu Adameșteanu - (Italia)
- Bruce Alberts - (U.S.A.)
- Franz Altheim - (Germania)
- Manuel Alvar - (Spania)
- Jaime Gil Aluja - (Spania)
- Cesare Alzati - (Italia)
- Andrei Andrieș - (Republica Moldova)
- Nikolai Anicikov - (URSS)
- Iosif Antochi - (Germania)
- Paul-Émile Appel - (Franța)
- John Argyris - (Germania)
- Svante Auguste Arrhenius - (Suedia)
- Graziadio Ascoli - (Italia)
- Cyriel van Assche - (Belgia)
- Adolphe d'Avril - (Franța)

## B
- Ernest Babélon - (Franța)
- Guido Bacceli - (Italia)
- Henri Ernest Baillon - (Franța)
- Victor Balthazard - (Franța)
- George Banu - (Franța)
- Ivan Pavlovici Bardin - (U.R.S.S.)
- Jean Louis Barthou - (Franța)
- Paul-Théodore Bataillard - (Franța)
- Radu Constantin Bălescu - (Belgia)
- Jacques Antoine Béchamp - (Franța)
- Joseph Charles Marie Bédier - (Franța)
- August Marie François Beernaert - (Belgia)
- Adrian Bejan - (S.U.A.)
- Charles Bémont - (Franța)
- Edvard Beneš - (Cehoslovacia)
- Otto Benndorf - (Germania)
- John Desmond Bernal - (Anglia)
- Alfred Bernath-Lendway - (Austria)
- Daniel Berthelot - (Franța)
- Henri Mathias Berthelot - (Franța)
- Marcellin Berthelot - (Franța)
- Guido Bertoni - (Italia)
- Jaroslav Bidlo - (Cehoslovacia)
- Bernardino Biondelli - (Italia)
- Krzysztof Birkenmajer - (Polonia)
- Gjöran Björkman - (Suedia)
- Raphäel Blanchard - (Franța)
- Pietro Blaserna - (Italia)
- Baruch S. Blumberg - (S.U.A.)
- Franz Bock - (Germania)
- Eduard von Bogulawski - (Germania)
- Enrico Bompiani - (Italia)
- Atanasie Constantin Bona - (S.U.A.)
- Roland Bonaparte - (Franța)
- Edouard Jean-Henri Bonnefous - (Franța)
- Émile Borel - (Franța)
- Norman Borlaug - (S.U.A.)
- Eugen Bormann - (Austria)
- Grigore Constantin Bostan - (Ucraina)
- Mihai Ion Botez - (Canada)
- Charles Jacques Bouchard - (Franța)
- Célestine Bouglé - (Franța)
- Tibor Braun - (Ungaria)
- Haim Brézis - (Franța)
- Louis de Broglie - (Franța)
- Gabriel de Broglie - (Franța)
- Louis Victor Pierre Raymond de Broglie - (Franța)
- Lester Brown - (S.U.A.)
- Léon Brunschwieg - (Franța)
- Constantin Bulucea - (S.U.A.)
- John Bagunell Bury	- (Marea Britanie)

## C
- Gabriel Dan Cacuci - (Germania)
- René Louis Victor Cagnat - (Franța)
- Giovanni Capellini - (Italia)
- Henri Capitant - (Franța)
- Vincenzo Cappelletti - (Italia)
- Jérôme Carcopino - (Franța)
- Elie Joseph Cartan - (Franța)
- Maurice Callery - (Franța)
- Lucien Cayeux (Franța)
- Bartolomeo Cecchetti - (Italia)
- Sergiu Celibidache - (Germania)
- Alexandrina Cernov - (Ucraina)
- Carlos Chagas - (Brazilia)
- Waclaw Chaloupecky - (Cehoslovacia)
- François Chamoux - (Franța)
- Sébastien Charléty - (Franța)
- Victor Euphémon Philarète Chasles - (Franța)
- Sergiu Ion Chircă - (Republica Moldova)
- Ko-Chen Chu - (China)
- Philippe G. Ciarlet - (Franța)
- Conrad Antonius Cichorius - (Germania)
- Mihai Cimpoi - (Republica Moldova)
- Alexandru Ciorănescu - (Spania)
- Charles Upson Clark - (S.U.A.)
- Harlan Cleveland - (S.U.A.)
- Paul Collinet - (Franța)
- Carl B. Collins - (S.U.A.)
- George Comșa - (Germania)
- Gérard Conac - (Franța)
- Rosa del Conte - (Italia)
- Roberto Conti - (Italia)
- Eugeniu Coșeriu - (Germania)
- Aimé Auguste Cotton - (Franța)
- Jean Coulomb - (Franța)
- Yves Jacques Cousteau - (Franța)
- Benedetto Croce - (Italia)
- sir William Crokes - (Marea Britanie)
- Franz Valéry Marie Cumont - (Belgia)

## D
- Nicolae Dabija - (Republica Moldova)
- Felix Dahn - (Germania)
- Horia Damian - (Franța)
- Jean Gaston Darboux - (Franța)
- Alain Decaux - (Franța)
- Jacques De Decker - (Franța)
- Angelo De Gubernatis - (Italia)
- Rosa Del Conte - (Italia)
- Hippolyte Delehaye - (Belgia)
- Giorgio Del Vecchio - (Italia)
- Jean Dercourt - (Franța)
- Gaetano De Sanctis - (Italia)
- Ernest Desjardins - (Franța)
- Konstantin Despotopoulos - (Grecia)
- Lorenz Diefenbach - (Germania)
- Charles Diehl - (Franța)
- Friedrich-Christian Diez - (Germania)
- Nicolae Dinculeanu - (S.U.A.)
- Momir Đurović - (Muntenegru)
- Mattei Dogan - (Franța)
- Franz Dölger - (Germania)
- Alfred von Domaszewski - (Germania)
- Maurice Druon - (Franța)
- Ion Druță - (Republica Moldova)
- Jovan Drucič - (Iugoslavia)
- Gheorghe Duca - (Republica Moldova)
- Georges Dumas - (Franța)
- Petru Dumitriu - (Franța)
- Louis Claude Duparc - (Elveția)
- Michel Durand Delga - (Franța)
- Christian de Duve - (Belgia)

## E
- Helene Carrere D'Encausse - (Franța)
- Andrei Eșanu - (Republica Moldova)

## F
- Marylin G. Farquhar - (U.S.A.)
- Serge Fauchereau - (Franța)
- Robert Ficheux - (Franța)
- Stephen Fischer-Galați - (U.S.A.)
- Ciprian Foiaș - (U.S.A.)
- Maurice Fontaine - (Franța)
- Hans G. Forsberg - (Suedia)
- Erwin M. Friedländer - (U.S.A.)

## G
- Walter Greiner - (Germania)
- Go Mo-jo - (China)

## H
- Rolf Hachmann - (Germania)
- Dan Sergiu Hanganu - (Canada)
- Peter Hänggi - (Germania)
- Theodor W. Hänsch - (Germania)
- Klaus Heitmann - (Germania)
- Stefan Hell - (Germania)
- Ronald B. Herbermann - (U.S.A.)
- Roman Herzog - (Germania)
- Keith Hitchins - (U.S.A.)
- Bingwei Huang - (China)

## I
- Ion I. Inculeț - (Canada)

## J
- René Jeannel - (Franța)
- André L. Jaumotte - (Belgia)
- Antonio Nunez Jiménez - (Cuba)
- Joshua Jortner - (Israel)
- Christian Juberthie - (Franța)
- Joseph M. Juran - (U.S.A.)

## K
- Ephraim Katchalski Katzir - (Israel)
- Henri V. Kehiaian - (Franța)
- David Kendall - (Anglia)
- Tom Kibble - (Marea Britanie)
- Lawrence Klein (U.S.A.)
- Domokos Kosáry - (Ungaria)

## L
- Jean Leclant - (Franța)
- Jean-Marie Pierre Lehn - (Franța)
- György Ligeti - (Ungaria)
- Frederick F. Ling - (U.S.A.)
- Ernst Ludwig - (Austria)

## M
- David Magnusson - (Suedia)
- Maria Manoliu-Manea - (U.S.A.)
- Gurii I. Marciuk - (Ucraina)
- Nicolas Mateesco-Matte - (Canada)
- Gheorghe D. Mateescu - (U.S.A.)
- Valeriu Matei - (Republica Moldova)
- Wolfram Mauser - (Germania)
- Federico Mayor - (Spania)
- Paul Melchior - (Belgia)
- Pierre Messmer - (Franța)
- Michael Metzeltin - (Austria)
- Eugen Mihăescu - (U.S.A.)
- Sanjit Kumar Mitra - (U.S.A.)
- Thierry de Montbrial - (Franța)
- Jean Montreuil - (Franța)
- Guillermo Moron - (Venezuela)
- Alexandru Moșanu - (Republica Moldova)
- Evanghelos Moutsopoulos - (Grecia)

## N
- Virgil Nemoianu - (SUA)
- Claude Nicolau - (SUA)
- Basarab Nicolescu - (Franța)
- Mariana Nicolesco - (Italia)

## O
- Iuri Țolacovici Oganesian - (Rusia)
- Jean D’Ormesson - (Franța)
- Ramiro Ortiz - (Italia)

## P
- Papa Ioan Paul al II-lea
- Papa Francisc
- Patriarhul Bartolomeu I
- Emil George Palade - (U.S.A.)
- Virgil Percec - (U.S.A.)
- Paul Petrescu - (U.S.A.)
- Heinrich Pfeiffer - (Germania)
- Émile Picot - (Franța)
- Wang Ping-Wei - (China)
- Geo Pistarino - (Italia)
- Radu Popescu-Zeletin - (Germania)
- Frank Press - (U.S.A.)
- Ilya Prigogine - (Belgia)
- Alexandr Prohorov - (Rusia)
- Adam Puslojić - (Serbia)

## Q
- Edgar Quinet - (Franța)

## R
- Alexander Revcolevschi - (Franța)
- Violette Rey - (Franța)
- Philippe Roberts-Jones - (Belgia)
- Mihail C. Roco - (U.S.A.)
- Herbert Walter Roesky - (Germania)
- Aurelio Roncaglia - (Italia)
- Radu Roșca - (Franța)
- Costa Roșu - (Serbia)
- Anghel Rugină - (U.S.A.)

## S
- Michael Sela - (Israel)
- Petru Soltan - (Republica Moldova)
- Paul H. Stahl - (Franța)
- Sorin Stati - (Italia)
- Petre Stoica - (Suedia)
- Albert Streckeisen - (Elveția)

## Ș
- Alexandru Șafran - (Elveția)

## T
- Vasile Tărâțeanu - (Ucraina)
- Ion Tighineanu - (Republica Moldova)
- Alexander Tollmann - (Austria)
- Jean Tordeur - (Belgia)
- Emil Turdeanu - (Franța)

## V
- Izu Vaisman - (Israel)
- Sylvester Vizi - (Ungaria)

## W
- Herbert Walther - (Germania)
- Gustav Weigand - (Germania)
- Pierre Werner - (Luxemburg)
- Elie Wiesel - (SUA)
- Emil Wolf - (SUA)

## Y
- Masatoshi Yoshino - (Japonia)

## Z
- Tudor Zamfirescu - (Germania)
- Metodiu Jan Zavoral - (Cehoslovacia)
- Guangzhao Zhou - (China)